# Серии Оцеляване (1989)
Сериите Оцеляване (1989) (на английски: Survivor Series) е третото годишно pay-per-view събитие от поредицата Серии Оцеляване, продуцирано от Световната федерация по кеч (WWF). То се провежда в нощта на Денят на благодарността, 23 ноември 1989 г. в Роузмънт, Илинойс.

## Обща информация
Това е първото събитие от Сериите Оцеляване, в което отборите носят изрични имена и се състоят от четирима (вместо петима) членове.
Основното събитие е Сървайвър елиминационен мач 4 срещу 4, в който Хълкаманиаците (Световния шампион в тежка категория на WWF Хълк Хоган, Световните отборни шампиони на WWF (Екс и Смаш) и Джейк Робъртс) побеждават Милионерите (Тед Дибиаси, Силите на болката (Варваринът и Военачалникът) и Зевс).

## Резултати
| №                                                                        | Резултати | Правила                               | Време      |
| ------------------------------------------------------------------------ | --- | ------------------------------------- | ---------- |
| 1Т                                                                       | Борис Жуков побеждава Пол Рома | Индивидуален мач                      | Неизвестно |
| 2                                                                        | Отбор Мечта (Дъсти Роудс, Брутъс Бийфкейк, Червеният петел и Тито Сантана) поб. Изпълнителите (Биг Бос Мен, Бад Нюз Браун, Рик Мартел и Хонки Тонк Мен) (с Джими Харт и Слик)    | Сървайвър елиминационен мач 4 срещу 4 | 22:02      |
| 3                                                                        | Кралският съд (Ренди Савидж, Канадското земетресение, Дино Браво и Грег Валънтайн) (с Джими Харт и Кралица Шери) поб. Отбор 4x4: (Джим Дъгън, Брет Харт, Рони Гарвин и Херкулес) | Сървайвър елиминационен мач 4 срещу 4 | 23:25      |
| 4                                                                        | Хълкаманиаците (Хълк Хоган, Джейк Робъртс, Екс и Смаш) поб. Милионерите (Тед Дибиаси, Варваринът, Военачалникът и Зевс) (с Върджил и Мистър Фуджи)                               | Сървайвър елиминационен мач 4 срещу 4 | 27:32      |
| 5                                                                        | Грубата пасмина (Рик Руд, Мистър Пърфект, Жак и Реймънд Ружо) (с Геният и Джими Харт) поб. Грубияните на Роди (Роди Пайпър, Джими Снука, Дърваря Буч и Дърваря Люк)              | Сървайвър елиминационен мач 4 срещу 4 | 21:27      |
| 6                                                                        | Върховните воини (Ултимейт Уориър, Джим Найдхарт, Шон Майкълс и Марти Джанети) поб. Семейство Хийнън (Боби Хийнън, Андре Гиганта, Хаку и Арн Андерсън)                           | Сървайвър елиминационен мач 4 срещу 4 | 20:28      |
| - (ш) – указва шампиона/шампионите в мача - Т – показва, че мача е тъмен | |                                       |            |